# Kelvin Sampson
Kelvin Dale Sampson (Laurinburg, 5 ottobre 1955) è un allenatore di pallacanestro statunitense.

## Palmarès
- Associated Press College Basketball Coach of the Year (1995)
- Henry Iba Award (1995, 2024)
- NABC Coach of the Year (2002, 2024)